# Toshihide Maskawa
Toshihide Maskawa (eller Masukawa) (født 7. februar 1940, død 23. juli 2021) var en japansk fysiker, der er kendt for sammen med Makoto Kobayashi i 1972 at have forklaret spontan brudt symmetri, som var blevet opdaget af Yoichiro Nambu i 1964.